# Epitonium skoglundae
Epitonium skoglundae is een slakkensoort uit de familie van de Epitoniidae. De wetenschappelijke naam van de soort is voor het eerst geldig gepubliceerd in 1974 door DuShane.